# Йейтс, Франческо
Франческо Йейтс (англ. Francesco Yates; род. 11 сентября 1995, Торонто) — канадский музыкант, исполнитель, автор песен и актер.

## Биография
Йейтс начал писать музыку уже в 11 лет. На то, чтобы стать музыкантом, его вдохновил фильм «Школа рока». В 16 лет он подписал контракт с Atlantic Records. Его дебютный мини-альбом вышел 11 сентября 2015 года. Он был создан совместно с Робином Ханнибалом и Фарреллом Уильямсом.
В 2015 году Йейтс получил награду Heatseeker Award на канадском Canadian Radio Music Awards и выступил на официальном праздновании Дня Канады в Оттаве. Его вокал присутствует в песне «Sugar» Робина Шульца. В этом же году он выступал на мероприятии We Day в Канаде. В 2016 году открывал концерт канадской поп-рок-группы Hedley в их концертном туре Hello World Tour совместно с Карли Рэй Джепсен.
В 2018 году был на разогреве у Джастина Тимберлейка в канадской части тура «The Man of the Woods».

## Дискография

### Миниальбомы
- 2015 — Francesco Yates EP
- 2020 — Superbad EP

### Синглы
| Год  | Сингл                   | Позиция в чарте | Позиция в чарте | Альбом          |
| Год  | Сингл                   | CAN             | FRA             | Альбом          |
| ---- | ----------------------- | --------------- | --------------- | --------------- |
| 2014 | «When I Found You»      | —               | —               | Francesco Yates |
| 2015 | «Better to Be Loved»    | 37              | 196             | Francesco Yates |
| 2015 | «Nobody Like You»       | —               | —               | N/A             |
| 2015 | «Call»                  | 77              | —               | Francesco Yates |
| 2018 | «Come Over»             | —               | —               | -               |
| 2018 | «Do You Think About Me» | —               | —               | -               |
| 2018 | «Somebody Like You»     | —               | —               | -               |

Сотрудничество
| Год  | Сингл                                            | Позиция в чарте | Позиция в чарте | Позиция в чарте | Позиция в чарте | Позиция в чарте | Позиция в чарте | Позиция в чарте | Позиция в чарте | Сертификации                                                      | Альбом |
| Год  | Сингл                                            | CAN             | AUT             | FRA             | GER             | SWE             | SWI             | NLD             | US              | Сертификации                                                      | Альбом |
| ---- | ------------------------------------------------ | --------------- | --------------- | --------------- | --------------- | --------------- | --------------- | --------------- | --------------- | ----------------------------------------------------------------- | ------ |
| 2015 | «Sugar» (Robin Schulz featuring Francesco Yates) | 42              | 1               | 2               | 1               | 9               | 1               | 6               | 44              | - ARIA: Золото - BVMI: 2 × Платина - RMNZ: Золото - FIMI: Платина | Sugar  |